# Potencial del marcapassos

Potencial del marcapassos

A les cèl·lules de marcapassos del cor (per exemple, el node sinoauricular), el potencial del marcapassos (també anomenat corrent del marcapassos ) és l'augment lent i positiu de la tensió a través de la membrana de la cèl·lula (el potencial de membrana) que es produeix entre el final del un potencial d'acció i l'inici del següent potencial d'acció. Aquest augment del potencial de membrana és el que fa que la membrana cel·lular, que normalment mantingui un potencial de membrana en repòs al voltant de -65 mV, arribi al potencial llindar i, en conseqüència, dispari el següent potencial d'acció; per tant, el potencial del marcapassos és el que impulsa el disparament rítmic autogenerat (automaticitat) de les cèl·lules del marcapassos, i la taxa de canvi (és a dir, la inclinació) del potencial del marcapassos és el que determina el moment del següent potencial d'acció i, per tant, el potencial intrínsec. velocitat de tret de la cèl·lula. En un node sinoauricular sa (SAN, un teixit complex dins de l'aurícula dreta que conté cèl·lules marcapassos que normalment determinen la freqüència de tret intrínseca de tot el cor), el potencial del marcapassos és el principal determinant de la freqüència cardíaca. Com que el potencial del marcapassos representa el temps de no contracció entre els batecs del cor (diàstole), també s'anomena despolarització diastòlica. La quantitat de corrent net cap a l'interior necessària per moure el potencial de la membrana cel·lular durant la fase del marcapassos és extremadament petita, de l'ordre de pocs pAs, però aquest flux net sorgeix de tant en tant canviant la contribució de diversos corrents que flueixen amb diferent tensió i dependència del temps. L'evidència en suport de la presència activa de canals K+, Ca2+, Na+ i intercanviador Na+/K+ durant la fase de marcapassos s'ha informat de diverses maneres a la literatura, però diverses indicacions apunten al "divertit" (If) actual com una de les més importants. (vegeu corrent divertida). Ara hi ha proves substancials que també els transitoris de Ca2+ del reticle sarcoplasmàtic (SR) participen en la generació de la despolarització diastòlica mitjançant un procés que implica l'intercanviador de Na-Ca.
L'activitat rítmica d'algunes neurones com el complex pre-Bötzinger està modulada per neurotransmissors i neuropèptids, i aquesta connectivitat moduladora dona a les neurones la plasticitat necessària per generar patrons rítmics distintius i dependents de l'estat que depenen dels potencials del marcapassos.

## Marcapassos
El cor té diversos marcapassos, cadascun que dispara al seu propi ritme intrínsec:
- Node SA: 60–100 bpm

Ritme d'oscil·lació dels marcapassos

- Node auriculoventricular (AVN): 40-60 bpm
- Fibres de Purkinje: 20-40 bpm

Els potencials normalment viatjaran en ordre: Node SA → Node auriculoventricular → Fibres de Purkinje
Normalment, tots els focus s'acabaran disparant a la velocitat del node SA, no a la seva velocitat intrínseca en un fenomen conegut com a supressió d'overdrive. Així, en el cor normal i sa, només es pot observar la taxa intrínseca del node SA.

El disparament de les cèl·lules marcapassos s'indueix elèctricament en assolir el potencial llindar de la membrana cel·lular. El potencial llindar és el potencial que ha d'assolir una membrana cel·lular excitable, com un miòcit, per induir un potencial d'acció. Aquesta despolarització és causada per corrents interiors nets molt petits d'ions de calci a través de la membrana cel·lular, que donen lloc al potencial d'acció.